# Muzeul de Artă Contemporană - Castelul Montsoreau
Muzeul de Artă Contemporană - Château de Montsoreau (în franceză Château de Montsoreau - musée d'Art contemporain), situat în valea Loarei, este un muzeu privat de Artă Contemporană deschis publicului. Proiectul a fost inițiat în noiembrie 2014 și a fost inaugurat la 8 aprilie 2016. Muzeul deține colecția Philippe Méaille. Reunit de Philippe Méaille în ultimii 25 de ani, este cea mai mare colecție de lucrări ale conceptualiștilor radicali Art & Language. Art & Language a jucat un rol important în invenția artei conceptuale. Între 2010 și 2018, colecția Philippe Méaille a fost, de asemenea, în împrumut pe termen lung la MACBA din Barcelona, care a adus cele două instituții să colaboreze în mod regulat.
Castelul Montsoreau este listat ca Patrimoniu Mondial UNESCO din 2000.

## Istorie
Primul credit pe termen lung al colecției Philippe Méaille cu MACBA face obiectul unei expoziții retrospective Art & Language Uncompleted: Colecția Philippe Méaille în octombrie 2014. Un catalog a fost realizat în strânsă colaborare cu artiștii din Art & Language (Michael Baldwin și Mel Ramsden), precum și cadre universitare precum Carles Guerra (curator șef la MACBA) și Matthew Jesse Jackson (profesor la Departamentul de Arte Vizuale și Istorie a Artei din cadrul Universității din Chicago).
Philippe Méaille, care a locuit timp de 15 ani la Anjou, a lucrat în paralel cu Christian Gillet, președintele departamentului Maine-et-Loire, pentru a studia posibilitatea de a crea un muzeu de artă contemporană în Anjou și a instala colecția sa în castelul Montsoreau, o proprietate departamentală. În același timp, ei au angajat o reflecție asupra artei contemporane ca prioritate culturală și turistică pentru dezvoltarea Maine-et-Loire.

## Arhitectură
De mai bine de o mie de ani, castelul Montsoreau este poarta ținutului Anjou, iar acum este singurul castel de pe Loara care este un muzeu al artei contemporane. A fost construit de unul dintre ambasadorii regelui Carol al VII-lea al Franței, Ioan al II-lea de Chambes⁠(fr)[traduceți], care, împreună cu Jacques Cœur⁠(fr)[traduceți], a fost primul senior care a introdus Renașterea italiană în Franța. El a construit castelul Montsoreau între 1443 și 1453, chiar lângă malul Loarei, ca și palatele venețiene construite în aceeași perioadă.

## Colectie
Colecția Philippe Méaille, care constituie colecția muzeului, este instalată în primele două etaje ale muzeului. Este alcătuită exclusiv din lucrări ale grupului de artiști Art & Language. Un acord cu Tate Modern din Londra autorizează difuzarea unui film co-produs de această instituție și fundației Bloomberg care va fi expus în interiorul Muzeului de Artă Contemporană Château de Montsoreau. Fondată în 1968, Art & Language - care își ia numele de la ziarul omonim Art-Language - este alcătuită din britanici, americani și australieni. Întrebările lor corosive privind statutul artistului, opera de artă sau chiar instituția însăși le face să fie văzute ca cele mai radicale figuri din istoria artei din a doua jumătate a secolului al XX-lea. Acest colectiv, la originea a ceea ce se numește acum artă conceptuală, este încă activ și în prezent este reprezentat de Michael Baldwin și Mel Ramsden.
Între anii 1965 și până acum, până la 50 de artiști s-au alăturat sau colaborat cu Art & Language, printre care: Terry Atkinson, David Bainbridge, Michael Baldwin, Ian Burn, Charles Harrison, Joseph Kosuth, Sol LeWitt, Philip Pilkington, Mel Ramsden, Dave Rushton, Lynn Lemaster, Mayo Thompson, Kathryn Bigelow, Dan Graham și Lawrence Weiner. În 1977, când Mayo Thompson, liderul trupei The Red Krayola, a părăsit colectivul, a fost compusă din Michael Baldwin, Charles Harrison și Mel Ramsden. Colecția Philippe Méaille este prezentată într-o multitudine de medii (picturi, sculpturi, desene, manuscrise, tapuscrits, instalații și videoclipuri) pe care Carles Guerra le va spune: "pe lângă faptul că este afectată de atitudinea artiștilor, Colecția Philippe Méaille afectate în continuare de perspectiva arheologică cu care a fost asamblat ". 800 de lucrări din colecția Philippe Méaille se află încă în împrumut pe termen lung la MACBA începând cu anul 2010. În 2014, MACBA consacră o expoziție retrospectivă majoră pentru Art & Language, sub conducerea lui Carles Guerra: Art & Language neterminat: Colecția Philippe Méaille.

### Galerie

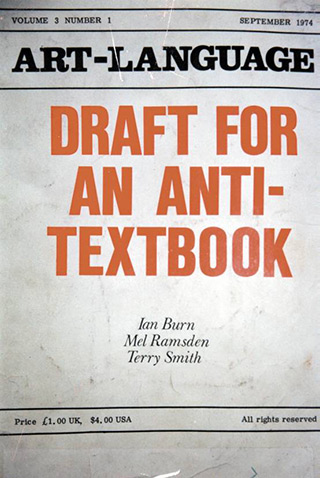
Art & Language: Art & Language: Art-Language, Vol.3 Nr.1, 1974.
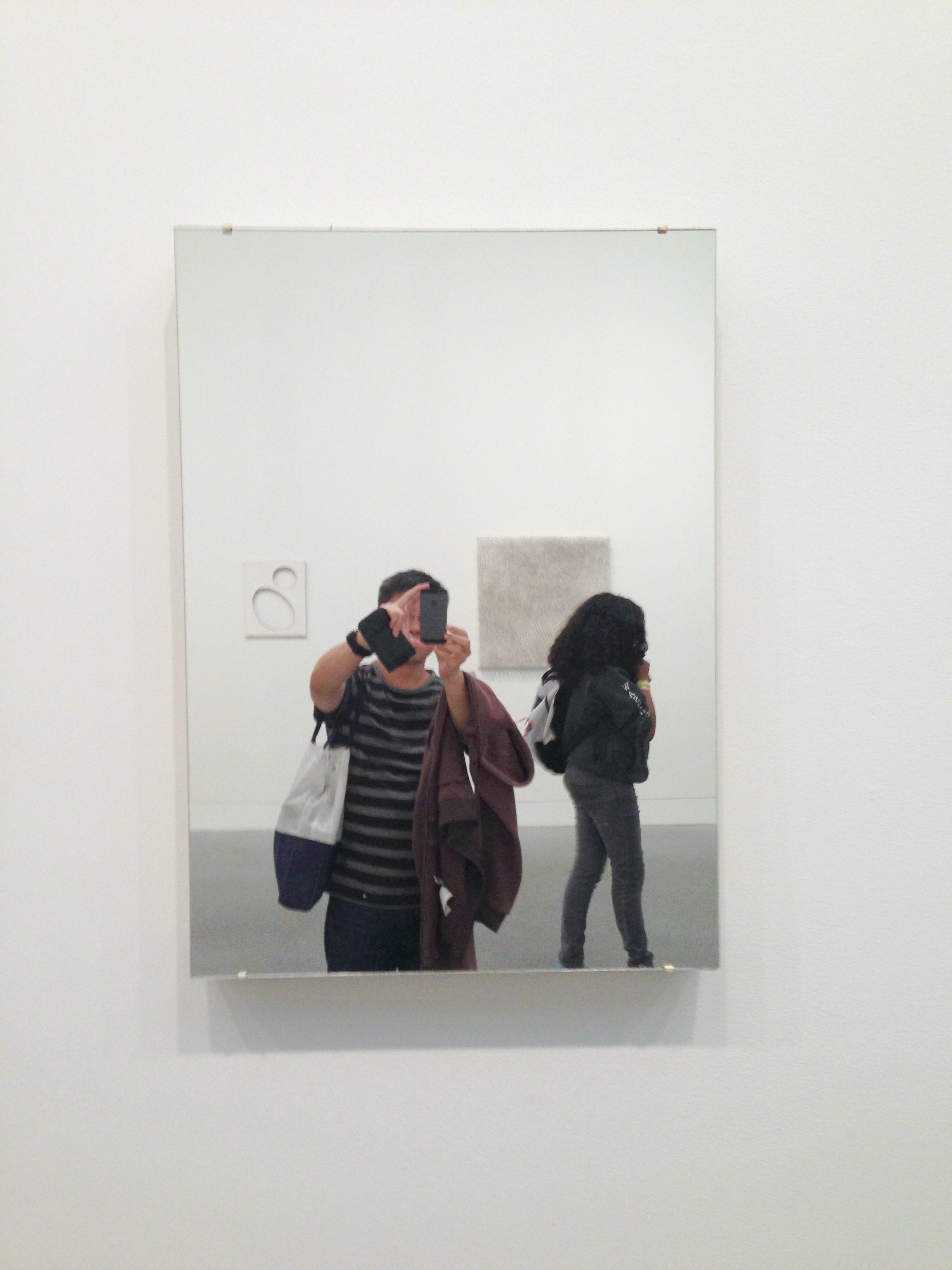
Art & Language: Mirror Piece, 1965.
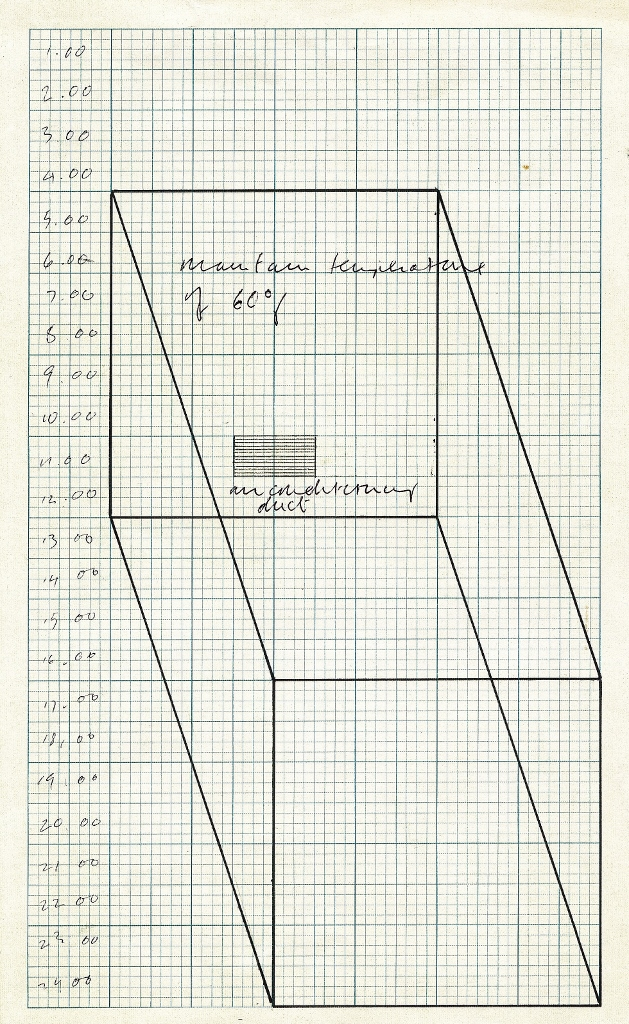
Art & Language (Michael Baldwin): Air-Conditioning Show, 1966-67.
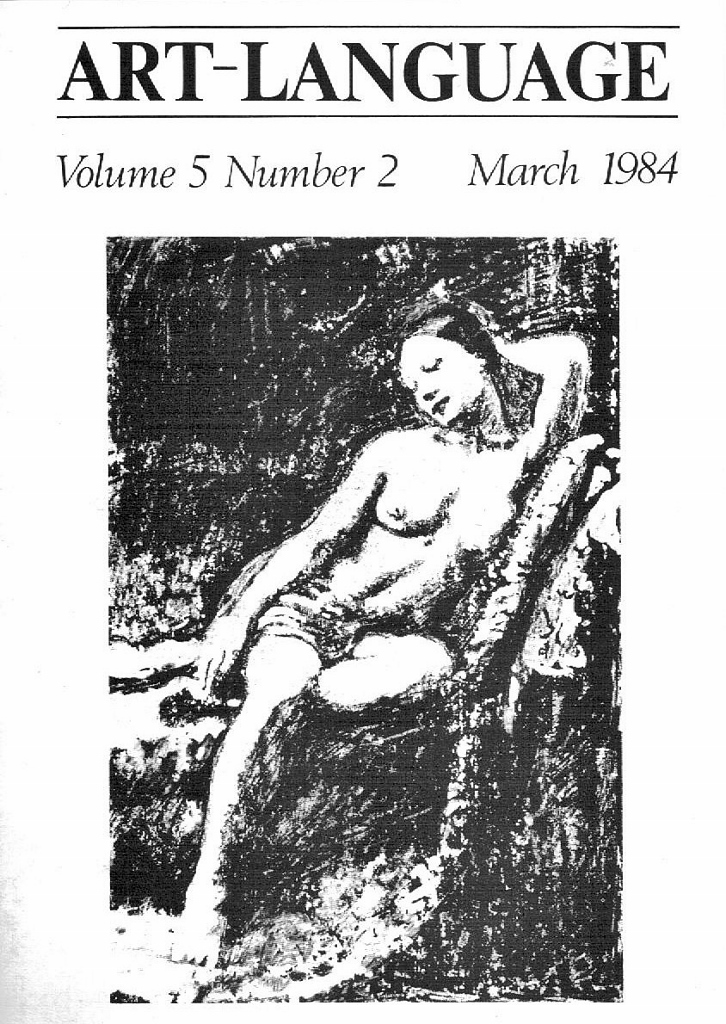
Art & Language: Victorine in Art-Language Vol.5 Nr.2 (1984), 1983.
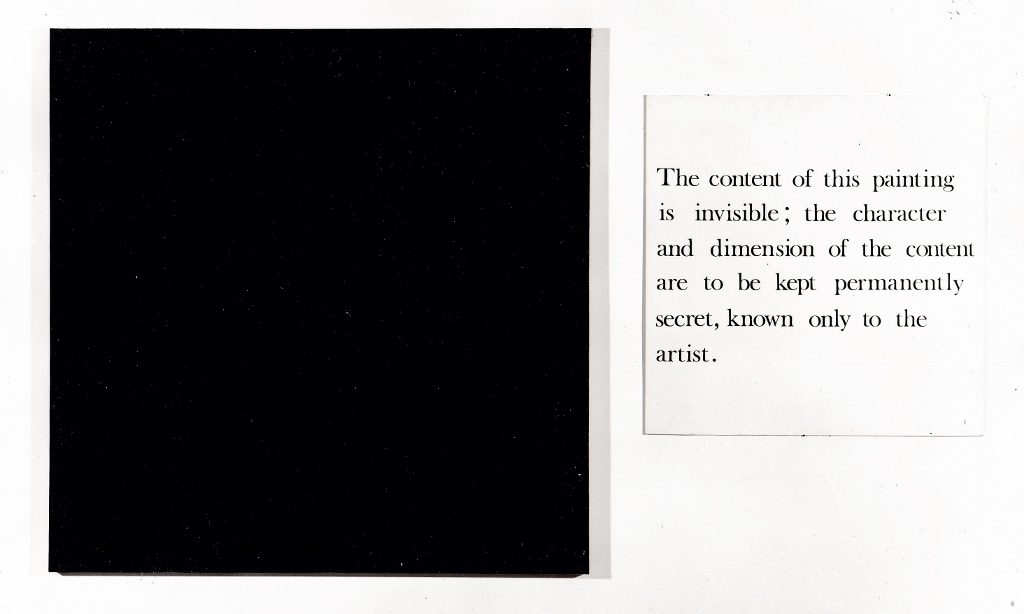
Art & Language (Mel Ramsden), Secret Painting, 1967.
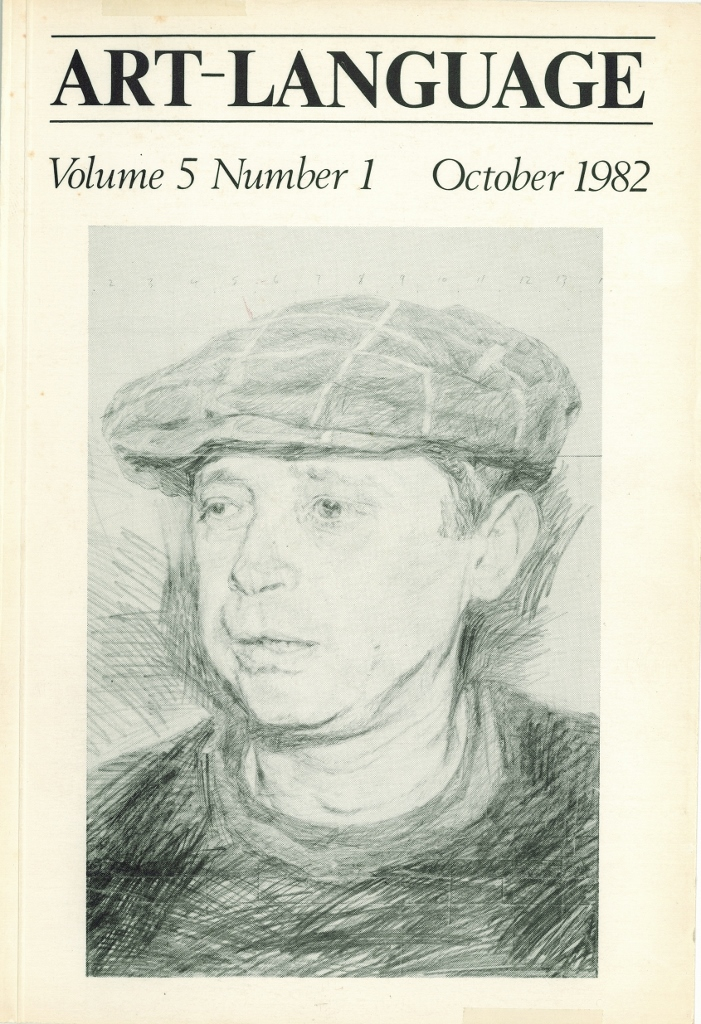
Art & Language: Art-Language Vol.5 Nr.1, 1982.
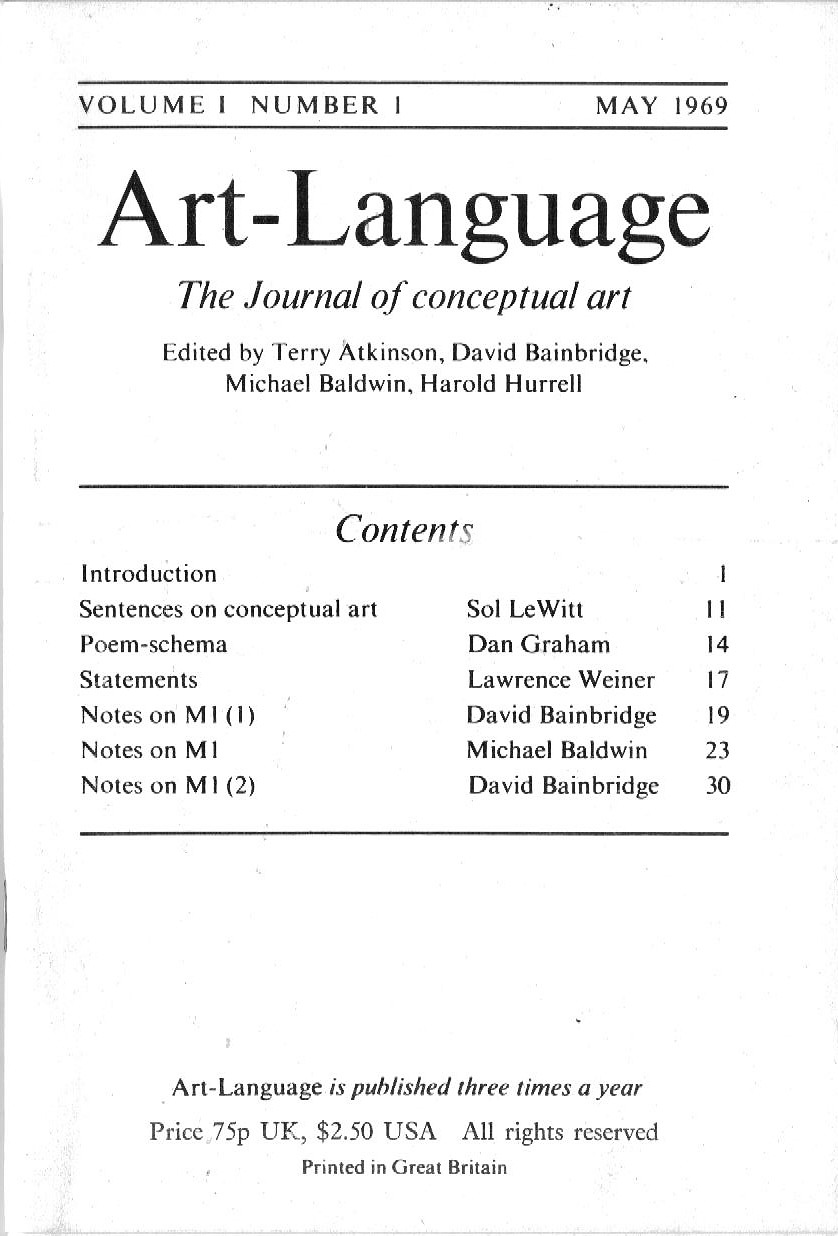
Art & Language: Art-Language The Journal of Conceptual Art, Vol.1 Nr.1, 1969.

## Expoziții
Expozițiile temporare oferă acces la arta contemporană din 1965 până în prezent.

### Expoziții temporare
- 2016: Agnès Thurnauer, o istorie a picturii.[31]
- 2017: Ettore Sottsass, Designer of the World.[32]
- 2018: Art & Language, Realitate (întunecată) Fragmente (lumină).
- 2018: 1968: Sparta Dreaming Atena.
- 2019: Roman Signer[33]
- 2019: Charlotte Moorman. Think Crazy[34]

### Evenimente

#### Premiul François Morellet
De la deschiderea sa, Muzeul de Artă Contemporană Château de Montsoreau colaborează cu Zilele naționale de cărți și vinuri din Saumur, pentru a recompensa un scriitor de artă cu premiul François Morellet.
- 2016: Catherine Millet, critic de artă și redactor artistic în șef.
- 2017: Michel Onfray, filozof.
- 2018: Eric de Chassey, director al Institutului Național de Istorie a Artei.

#### Prelegeri
- 2016: Jackson Pollock Bar (Performanța): Interviu cu Victorine Meurent.
- 2016: Philippe Méaille, Forumidable, ENSCI, Paris.
- 2016: Art & Language, Philippe Méaille, Guillaume Desanges, EXPO CHICAGO, SUA. [40]
- 2017: Christophe Le Gac, Ettore Sottsass: super-eroi de proiectare, Castelul Montsoreau-Muzeul de Artă Contemporană, Montsoreau.
- 2017: Philippe Méaille, Valoarea artei, Școala Națională de Arte Frumoase, Paris.
- 2017: Fabien Vallos, Chloé Maillet, Louise Herve, Antoine Dufeu, Arnaud Cohen, Protest 1517-2017, Muzeul de Artă Contemporană din Montsoreau.

## Publicații
- 2016: Rod Mengham, Un tur al lui Agnès Thurnauer.
- 2016: Art & Language, Interviu cu Victorine Meurend.
- 2017: Art & Language, Poster: aproape o casă pentru lucrurile fără adăpost.
- 2017: Fabien Vallos, Philippe Méaille, Antonia Birnbaum, Fabrice Hergott, Chloé Maillet, Louise Herve, Antoine Dufeu, O lume construită, Protest 1517-2017.ISBN:  978-2-9557917-0-7
- 2018: Art & Language, Matthew Jesse Jackson, Art & Language: Realitate (întunecată) Fragmente (lumină) .ISBN:  978-2-9557917-2-1

## Politica împrumuturilor
Muzeul de Artă Contemporană - Castelul Montsoreau susține un program activ de împrumuturi către alte instituții la nivel local și internațional.
- 2016: Art & Language - Kabakov, Lumea ne-obiectivă, Art Basel, Elveția.
- 2016: Art & Language - Kabakov, Lumea ne-obiectivă, Galerie Sprovieri et Jill Silverman Van Coenegrachs, Londra, Marea Britanie.
- 2016: Colecția MACBA 31, MACBA, Barcelona, Spania.
- 2016: Art & Language, Picturi I, 1966 - Scenele 2016, Galeria Carolina Nitsch, New York, SUA
- 2016: Art & Language, Made in Zurich, Galerie Bernard Jordan și Jill Silverman van Coenegrachs, Paris, Zurich, Berlin.
- 2017-2018: Soulèvements, Jeu de Paume, Paris, Barcelona, Buenos Aires, Mexic, Montreal.
- 2017: La comedie de limbă, Galerie Contemporaine, Chinon, Franța.
- 2017: Art & Language, cangur, Fundația Vincent van Gogh, Arles Contemporain, Arles, Franța.
- 2017: Luther und die avant-garde, Wittemberg, Berlin, Kassel, Germania.
- 2017: Art & Language, Homelessstuff, Galerie Rob Tufnell, Köln, Germania.
- 2017-2018: Art & Language, Zece postere: ilustrație pentru Art-Language, CCCOD, Tours, Franța.